# Anni 480
Gli anni 480 sono il decennio che comprende gli anni dal 480 al 489 inclusi.

## Eventi, invenzioni e scoperte

### Europa

#### Regno Franco

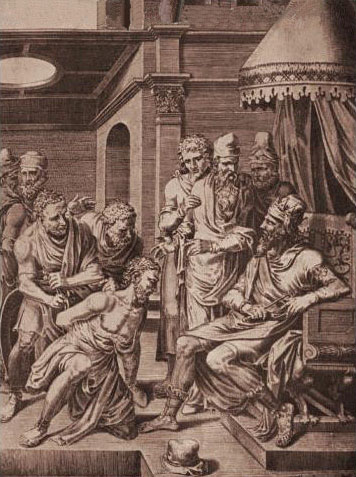
Siagrio portato al cospetto di Clodoveo I

- 481: Morte di Childerico I. Clodoveo I diventa re dei franchi.
- 486 - Battaglia di Soissons: Clodoveo I conquista il Dominio di Soissons, sconfiggendo Siagrio.

#### Dominio di Soissons
- 480: Con la morte di Giulio Nepote, Siagrio riconosce Zenone come Imperatore dei Romani.
- 486 - Battaglia di Soissons: Clodoveo I sconfigge Siagrio e conquista il Dominio di Soissons, estendendo il territorio sotto il suo controllo nella Francia nord-occidentale. Con la fine del Dominio di Soissons cade l'ultimo territorio rimasto dell'Impero romano d'Occidente.

#### Regno di Odoacre (Diocesi d'Italia)
- 481: Odoacre conquista la Dalmazia e uccide Ovida, il governatore della Dalmazia e responsabile dell'assassinio di Giulio Nepote l'anno prima.
- 487: Odoacre sconfigge i Rugi. I pochi rimasti trovano rifugio presso gli ostrogoti.

#### Regno dei Burgundi
- 480: Nasce Gondomaro, figlio di Gundobado.

#### Impero romano d'Oriente

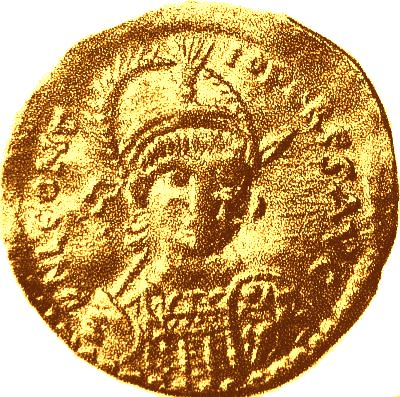
Solido di Leonzio, da Antiochia

- 482: L'imperatore bizantino Zenone emana un editto conosciuto come l'Henotikon, che cerca di riconciliare le differenze fra i monofisiti (che credevano che Gesù Cristo avesse la sola natura divina) con la dottrina riconosciuta ufficialmente dalla Chiesa di Stato (per la quale Gesù Cristo aveva due nature: umana e divina). L'editto, comunque, ricevette la condanna dei patriarchi di Alessandria e di Antiochia e del Papa Felice III.
- 484: Inizia la rivolta di Leonzio e Illo contro l'imperatore Zenone.
- 27 luglio 484: Leonzio, proclamato imperatore, fa il suo ingresso in Antiochia.
- 8 agosto 484: Leonzio viene sconfitto ad Antiochia.
- 486: Teodorico, re degli ostrogoti, attacca Costantinopoli. Zenone però compra la pace e lo invita ad attaccare l'Italia, in mano ad Odoacre.
- 488: Leonzio e Illo vengono uccisi. Termina così la ribellione contro Zenone.

#### Regno dei Visigoti
- 484: Morte di Eurico. Diventa re Alarico II.

### Altro

#### Religione
- 483: Morte di Papa Simplicio. Diventa papa Felice III.
- 484: Papa Felice III scomunica anche Pietro Mongo, un atto che fece sorgere uno scisma fra Oriente ed Occidente e che non fu ricomposto per i successivi 35 anni.

## Personaggi
- Clodoveo I, re dei Franchi
- Illo, generale romano d'Oriente (morto nel 488)
- Leonzio, generale romano e usurpatore
- Pamprepio, poeta egiziano (morto nel 484)
- Teodorico il Grande, re degli Ostrogoti
- Zenone, imperatore romano d'Oriente